# Villers-Saint-Sépulcre
Villers-Saint-Sépulcre ist eine französische Gemeinde mit 981 Einwohnern (Stand 1. Januar 2022) im Département Oise in der Region Hauts-de-France. Die Gemeinde liegt im Arrondissement Beauvais und ist Teil der Communauté de communes Thelloise und des Kantons Chaumont-en-Vexin.

## Geographie
Die Gemeinde liegt am Thérain, neun Kilometer südöstlich von Beauvais an der Bahnstrecke von Beauvais nach Creil (mit Haltepunkt). Zur Gemeinde gehören die Weiler Mancilly, Hez und Fresnoy. In der Talaue des Thérain liegt eine ehemalige Chemiefabrik (2008 geschlossen, ursprünglich Usine Kuhlmann).

## Geschichte
1070 wurde die Priorei Sanctum Sepulchrum de Villaribus gegründet, in die ein Stein des Heiligen Grabs in Jerusalem gebracht wurde. Die Chemiefabrik wurde 1880 gegründet.

## Einwohner
| Jahr                       | 1962 | 1968 | 1975 | 1982 | 1990 | 1999 | 2006 | 2012 | 2021 |
| -------------------------- | ---- | ---- | ---- | ---- | ---- | ---- | ---- | ---- | ---- |
| Einwohner                  | 632  | 661  | 648  | 729  | 828  | 868  | 865  | 954  | 1010 |
| Quellen: Cassini und INSEE |      |      |      |      |      |      |      |      |      |

## Sehenswürdigkeiten
- Kirche Saint-Martin aus dem 12. bis 16. Jahrhundert[1]
- Galeriegrab Pierre-aux-Fées aus der Jungsteinzeit ist seit 1889 als Monument historique klassifiziert[2]

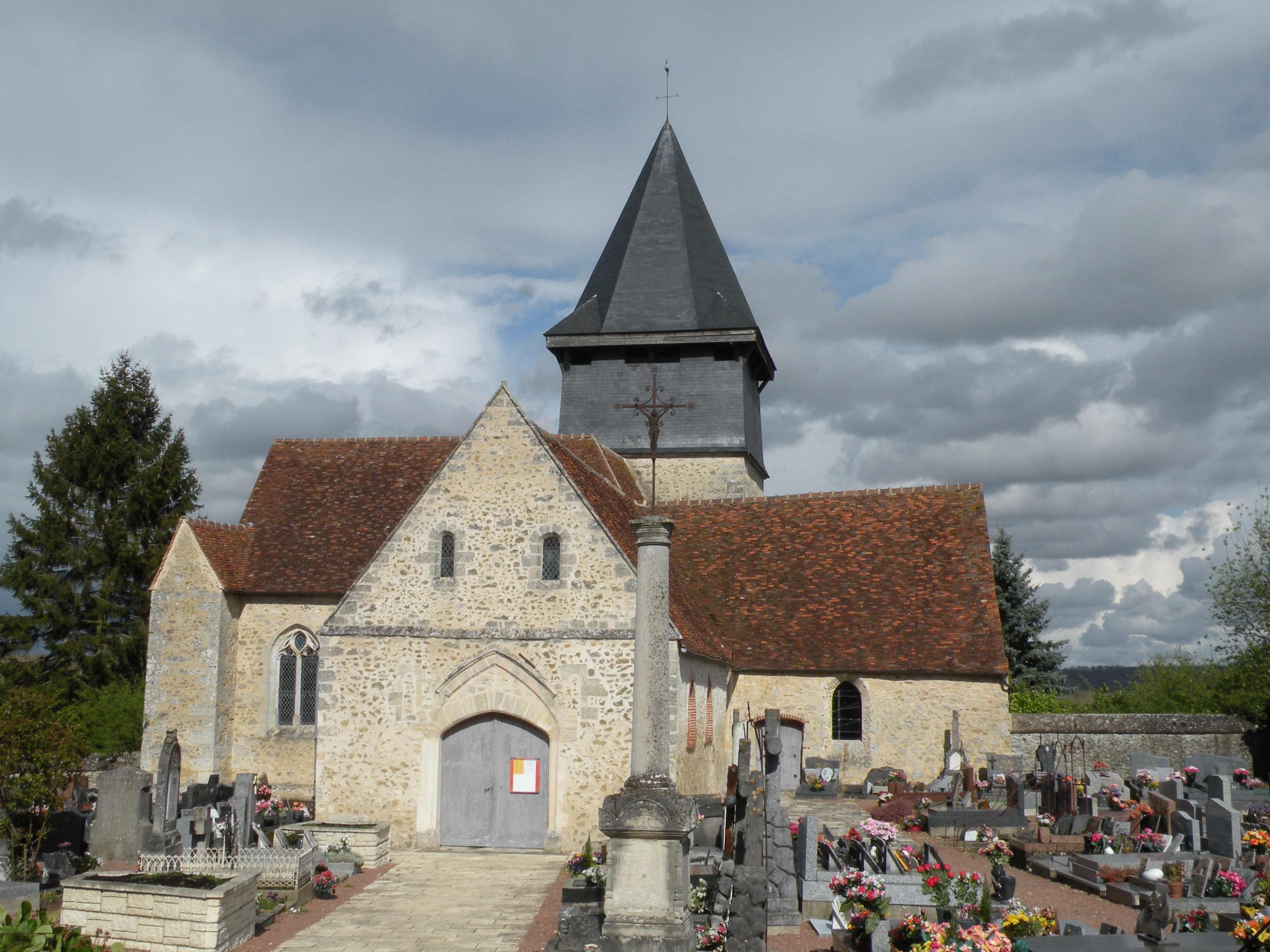
Kirche Saint-Martin
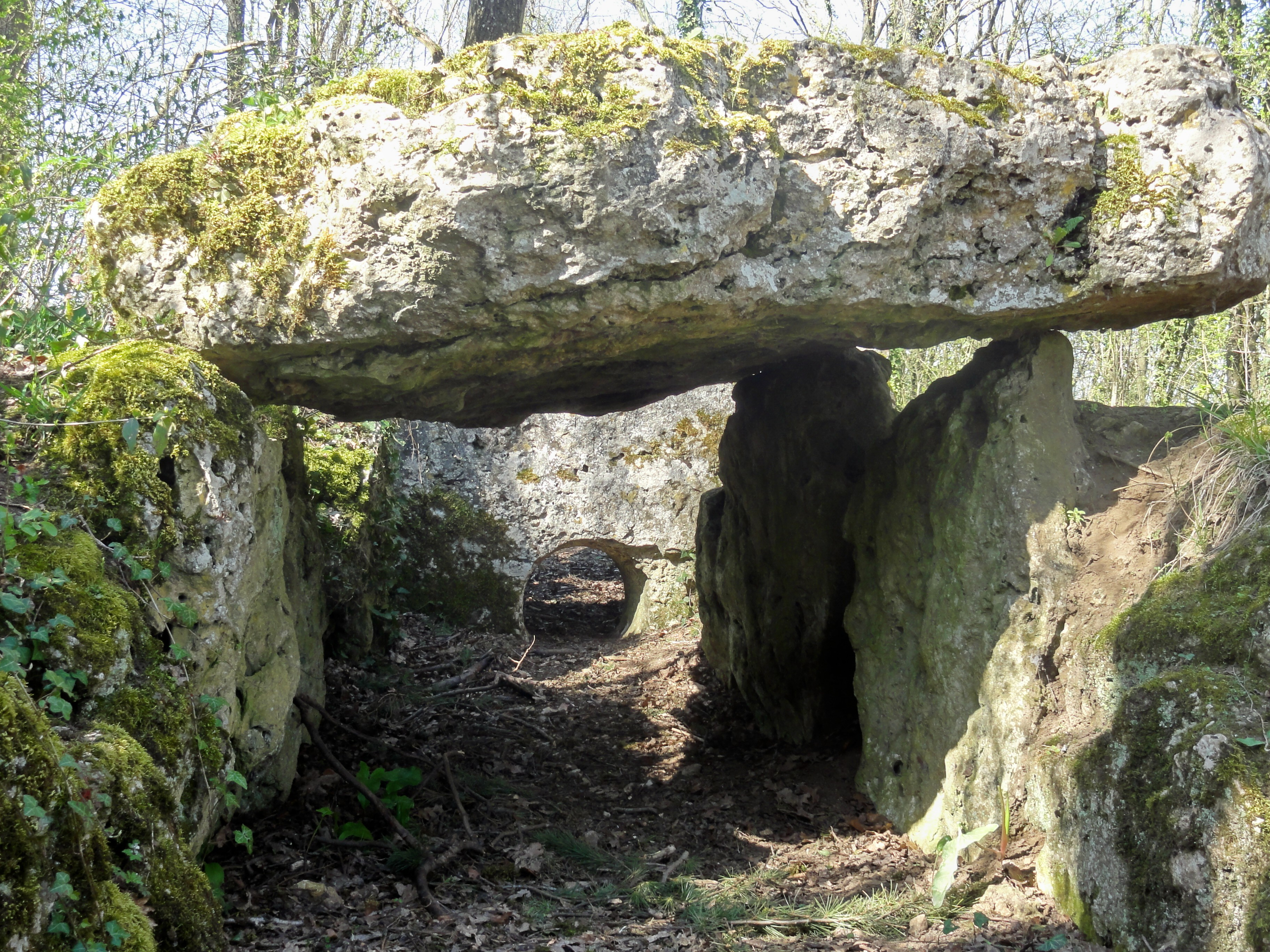
Galeriegrab Pierre-aux-Fées
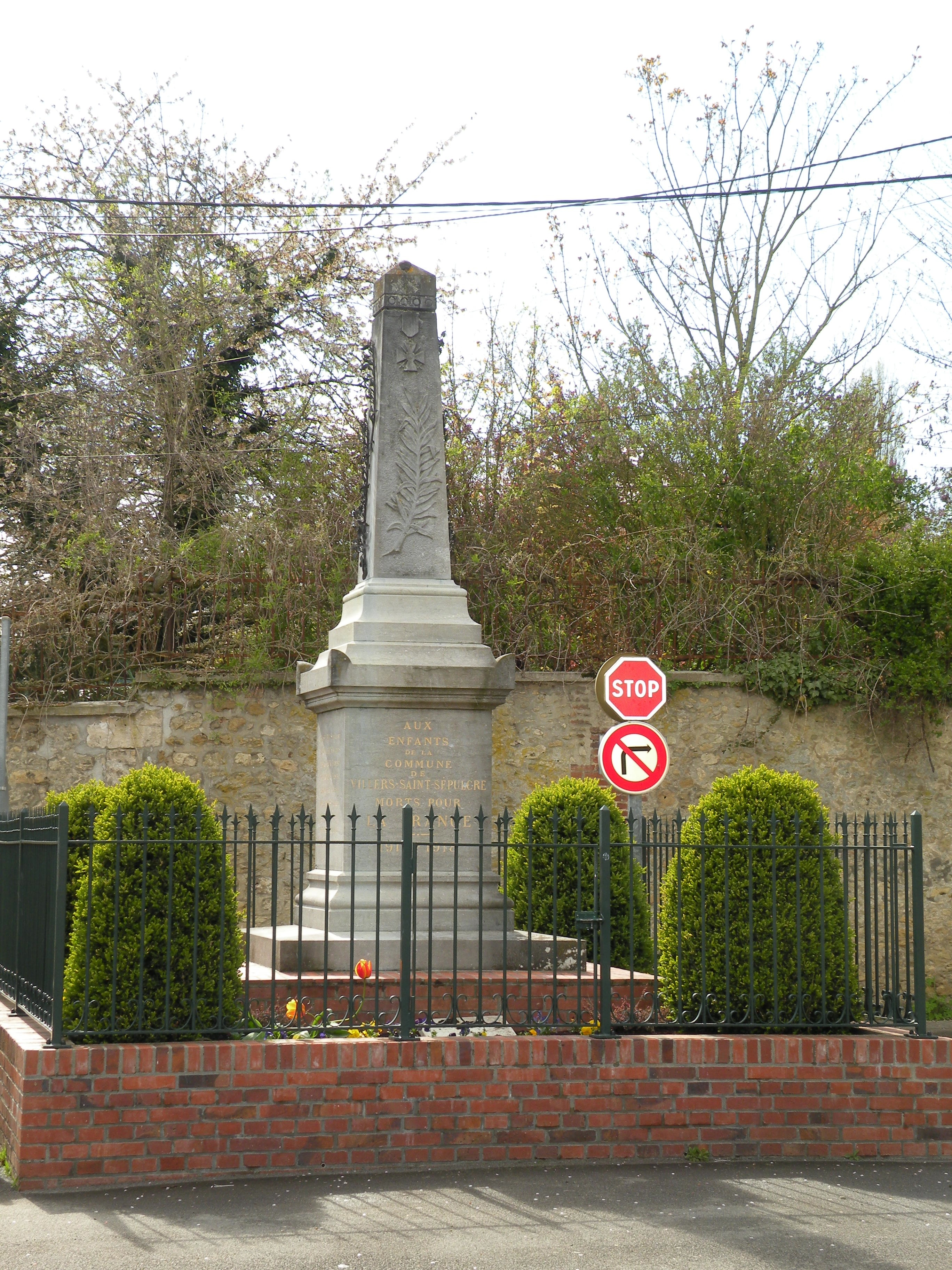
Gefallenendenkmal